# Juliomys
Juliomys es un género de roedores de pequeño tamaño de la familia Cricetidae, integrado por 4 especies denominadas comúnmente lauchas una de ellas solo conocida por el registro fósil, las restantes habitan en el centro-este de Sudamérica.

## Taxonomía
Este género fue descrito originalmente en el año 2000 por el zoólogo Enrique M. González. Etimológicamente, el término genérico es un epónimo, refiriéndose al nombre de pila del zoólogo argentino Julio Rafael Contreras, a quien fue dedicado el taxón.
Subdivisión
Este género se subdivide en 4 especies:
- Juliomys anoblepas (Winge, 1887) Especie solo conocida por restos fósiles colectados en Brasil.[5][6]
- Juliomys ossitenuis Costa, Pavan, Leyte & Fagundes, 2007[7]
- Juliomys pictipes Osgood, 1933
- Juliomys rimofrons Oliveira & Bonvicino, 2002

## Distribución geográfica y hábitat
Sus especies habitan en zonas selváticas atlánticas de tierras bajas y serranas del este del Paraguay, Brasil y la Argentina.